# Vaisseaux iliaques communs
Cet article court présente un sujet plus développé dans : artère iliaque et veine iliaque.

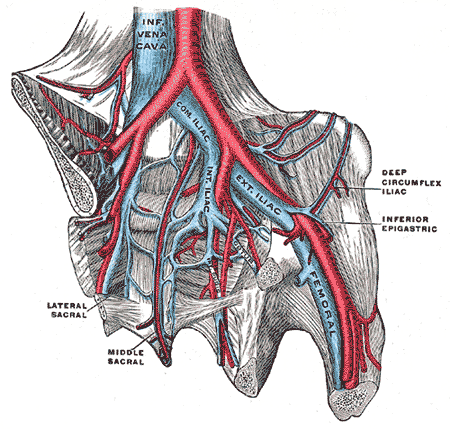

Les vaisseaux iliaques communs sont composés de : 
- l’artère iliaque commune (arteria iliaca communis),
- la veine iliaque commune (vena iliaca communis).